# Phyllanthus clamboides
Phyllanthus clamboides là một loài thực vật có hoa trong họ Diệp hạ châu. Loài này được (F.Muell.) Diels miêu tả khoa học đầu tiên năm 1931.